# Frasem
Ett frasem är en fast förbindelse av minst två lexem (ord) i en viss språklig varietet. Talarna känner igen frasemet som en enhet. En synonym till frasem är lexikaliserad fras.
Där finns minst tre slag av frasem:
- Ett idiom är ett frasem där betydelsen inte framgår av de enskilda ordens betydelser.[1] Hålla huvudet kallt (bevara lugnet) är ett idiom.[2]
- Ett halvidiom är ett frasem som är delvis tydbart för den som inte känner till frasemet, eftersom ett av orden har sin vanliga betydelse.[3] Vägra blankt är ett halvidiom, eftersom vägra har sin vanliga betydelse, medan blankt (här: totalt) inte har sin vanliga betydelse.[1]
- En kollokation är två eller flera ord som statistiskt har en tendens att uppträda tillsammans, men det sammansatta frasemet är begripligt för den som hör det för första gången och känner till orden som ingår i kollokationen.[4] Lugn och ro, bilda familj är kollokationer eftersom svensktalande lär sig dessa frasem som fasta uttryck, och näppeligen ändrar dem till frid och ro, grunda familj eller dylikt.[4]

De ovan beskrivna termerna finns i svenskspråkig forskning, men är inte etablerade som normalterminologin. Svenska Akademiens grammatik till exempel använder termen lexikaliserat (uttryck) med ungefär samma betydelse som frasem, och nämner inte ordet ”kollokation”.